# Verwaltungsgemeinschaft Oberes Sprottental
In der Verwaltungsgemeinschaft Oberes Sprottental aus dem thüringischen Landkreis Altenburger Land haben sich sechs Gemeinden zur Erledigung ihrer Verwaltungsgeschäfte zusammengeschlossen. Sie hat ihren Sitz seit 2020 in Posterstein. Zuvor befand sich dieser in Nöbdenitz, welches 2019 nach Schmölln eingemeindet wurde. Mit nur 2700 Einwohnern ist sie die kleinste Verwaltungsgemeinschaft Thüringens.

## Die Gemeinden
Nachfolgend die Gemeinden und deren Einwohnerzahl in Klammern (Stand: 31. Dezember 2023):
- Heukewalde (184)
- Jonaswalde (320)
- Löbichau (957)
- Posterstein (458)
- Thonhausen (501)
- Vollmershain (304)

## Geschichte
Die Verwaltungsgemeinschaft Oberes Sprottental wurde am 12. Oktober 1994 aus den Verwaltungsgemeinschaften Löbichau-Wildenbörten und Thonhausen sowie den Gemeinden Nöbdenitz und Posterstein gebildet. Im benachbarten Landkreis Greiz existierte von 1991 bis 1995 die VG Oberes Sprottetal, die dann in Am Brahmetal umbenannt wurde. Am 1. Januar 2019 wurden die Mitgliedsgemeinden Nöbdenitz und Wildenbörten im Rahmen der Gebietsreform in Thüringen aus der Verwaltungsgemeinschaft ausgegliedert und in die Stadt Schmölln eingemeindet. Im Jahr 2020 wechselte der Sitz der Verwaltungsgemeinschaft vom Nöbdenitzer Wasserschloss in das 2018/2019 sanierte Herrenhaus neben Burg Posterstein.

### Einwohnerentwicklung
Entwicklung der Einwohnerzahl:
| - 1994: 4755 - 1995: 4836 - 1996: 4847 - 1997: 4938 - 1998: 4979 - 1999: 4928 | - 2000: 4930 - 2001: 4874 - 2002: 4838 - 2003: 4808 - 2004: 4691 - 2005: 4648 | - 2006: 4612 - 2007: 4542 - 2008: 4434 - 2009: 4351 - 2010: 4287 - 2011: 4156 | - 2012: 4054 - 2013: 4012 - 2014: 3944 - 2015: 3885 - 2016: 3875 - 2017: 3853 | - 2018: 3853 - 2019: 2768 - 2020: 2752 - 2021: 2735 - 2022: 2773 |

 Datenquelle: ab 1994 Thüringer Landesamt für Statistik – Werte vom 31. Dezember

## Landschaftsbild
Die Region ist stark landwirtschaftlich geprägt und relativ waldarm. Zudem wurde hier teilweise Uran abgebaut.

## Kultur und Sehenswürdigkeiten
Nahezu alle Orte besitzen typische Altenburger Vierseithöfe und Dorfkirchen. Weiterhin existieren in den einzelnen Gemeinden verschiedene Sehenswürdigkeiten:
- Jonaswalde: Umgebindehaus (einzigartiges Wohnhaus eines Vierseithofes)
- Löbichau: Schloss Löbichau mit englischem Garten, Resurrektion Aurora (renaturiertes Uranabbaugebiet), Schloss und Park Tannenfeld
- Posterstein: Museum Burg Posterstein, Burgkirche, Kunst- und Kräuterhof (denkmalgeschützter Vierseithof)
- Vollmershain: Minigolfpark, Freibad

## Wirtschaft und Infrastruktur
Auf dem Gebiet der Verwaltungsgemeinschaft existieren zwei Anschlussstellen der A4, namentlich sind dies die Abfahrt Schmölln in Schönhaide und die Abfahrt Ronneburg in Beerwalde. Des Weiteren verläuft die B7 durch die Gemeinde Löbichau. An der Bahnstrecke Gößnitz–Gera hatte die Verwaltungsgemeinschaft bis zum Ausscheiden der Gemeinde Nöbdenitz einen Bahnanschluss.
An den Anschlussstellen der Autobahn haben sich Gewerbegebiete angesiedelt. Weiterhin wird Landwirtschaft betrieben. Zudem spielt der Tourismus eine wichtige Rolle, da durch die gesamte Verwaltungsgemeinschaft Radwege führen, wie beispielsweise die Thüringer Städtekette oder die Mittelland-Route (D4).